# Qualifications pour la Coupe du monde féminine de rugby à XV 2017
Navigation
Qualifications Coupe du monde féminin 2014 Qualifications Coupe du monde féminin 2021
Les qualifications pour la Coupe du monde féminine de rugby à XV 2017  mettent aux prises les équipes nationales de rugby à XV afin de qualifier cinq formations qui disputent la phase finale au côté des sept équipes qualifiées d’office.

## Qualifications
Après la Coupe du monde 2014, sept équipes sont automatiquement qualifiées (par ordre alphabétique) : Angleterre, Australie, Canada, États-Unis, France, Irlande et Nouvelle-Zélande. L'Irlande est également qualifiée d'office en qualité de pays organisateur.

### Qualifiées d’office
Les sept premières nations de la Coupe du monde 2014 sont qualifiées d’office pour l’édition 2017 :
- Angleterre, vainqueur en 2014
- Canada, finaliste en 2014
- France, troisième en 2014
- Irlande, quatrième en 2014 et pays organisateur en 2017
- Nouvelle-Zélande, cinquième en 2014
- États-Unis, sixième en 2014
- Australie, septième en 2014.

### Autres qualifiés
Cinq places sont à attribuer par le biais des qualifications continentales avec le résultat suivant :
- Afrique :
- Amériques :
- Asie :
- Europe (trois places) :   Italie,  Pays de Galles,  Espagne

- Océanie :
- Repêchage (deux places) :   Japon,  Hong Kong

Le premier match qualificatif a lieu le 14 février 2015 à l'occasion du Tournoi des Six Nations féminin 2015.

### Afrique
Aucune équipe africaine n'est qualifiée pour le tournoi de repêchage.

### Amériques
Aucune équipe américaine n'est qualifiée pour le tournoi de repêchage.

### Asie
Les deux meilleures équipes du Top 3 (Women) 2016 se qualifient pour le tournoi de repêchage. 

### Europe
Liste des participants aux qualifications :
| - Écosse - Belgique - Suisse - Russie | - République tchèque - Espagne - Pays-Bas |

#### 1ertour
Les deux premières équipes du classement combiné du Tournoi des Six Nations 2015 et du Tournoi des Six Nations 2016 sont qualifiées pour la Coupe du monde 2017 : il s'agit de l'Italie et du pays de Galles. L'Écosse participe au 3e tour.
| Rang | Nation         | J  | V | N | D  | Pm  | Pe  | Diff | Pts |
| ---- | -------------- | -- | - | - | -- | --- | --- | ---- | --- |
| 4    | Italie         | 10 | 5 | 0 | 5  | 147 | 199 | -52  | 10  |
| 5    | Pays de Galles | 10 | 4 | 0 | 6  | 125 | 148 | -23  | 8   |
| 6    | Écosse         | 10 | 0 | 0 | 10 | 56  | 373 | -317 | 0   |

|  | Qualifiés |

#### 2etour
Six équipes sont réparties en deux groupes et disputent un tournoi à Madrid en Espagne à l'issue duquel les deux vainqueurs se rencontrent pour déterminer l'adversaire de l'Écosse au 3e tour.

##### Groupe A

###### Classement
| Rang | Nation             | J | V | N | D | Pm  | Pe  | Diff | Pts |
| ---- | ------------------ | - | - | - | - | --- | --- | ---- | --- |
| 1    | Espagne            | 2 | 2 | 0 | 0 | 173 | 0   | +173 | 6   |
| 2    | Belgique           | 2 | 1 | 0 | 1 | 20  | 81  | -61  | 4   |
| 3    | République tchèque | 2 | 0 | 0 | 2 | 5   | 117 | -112 | 2   |

|  | Qualifiée |

###### Détails des résultats
| 6 octobre 2016 | Belgique | 0 - 76 | Espagne |  |
| 6 octobre 2016 |          |        |         |  |
| 6 octobre 2016 |          |        |         |  |

| 9 octobre 2016 | République tchèque | 0 - 97 | Espagne |  |
| 9 octobre 2016 |                    |        |         |  |
| 9 octobre 2016 |                    |        |         |  |

| 12 octobre 2016 | Belgique | 20 - 5 | République tchèque |  |
| 12 octobre 2016 |          |        |                    |  |
| 12 octobre 2016 |          |        |                    |  |

##### Groupe B

###### Classement
| Rang | Nation   | J | V | N | D | Pm | Pe  | Diff | Pts |
| ---- | -------- | - | - | - | - | -- | --- | ---- | --- |
| 1    | Pays-Bas | 2 | 2 | 0 | 0 | 77 | 17  | +60  | 6   |
| 2    | Russie   | 2 | 1 | 0 | 1 | 68 | 22  | +46  | 4   |
| 3    | Suisse   | 2 | 0 | 0 | 2 | 0  | 106 | -106 | 2   |

|  | Qualifiés |

###### Détails des résultats
| 6 octobre 2016 | Suisse | 0 - 55 | Pays-Bas |  |
| 6 octobre 2016 |        |        |          |  |
| 6 octobre 2016 |        |        |          |  |

| 9 octobre 2016 | Russie | 17 - 22 | Pays-Bas |  |
| 9 octobre 2016 |        |         |          |  |
| 9 octobre 2016 |        |         |          |  |

| 12 octobre 2016 | Russie | 51 - 0 | Suisse |  |
| 12 octobre 2016 |        |        |        |  |
| 12 octobre 2016 |        |        |        |  |

##### Tour final

###### Place 5 et 6
| 15 octobre 2016 | Suisse | 24 - 12 | République tchèque |  |
| 15 octobre 2016 |        |         |                    |  |
| 15 octobre 2016 |        |         |                    |  |

###### Place 3 et 4
| 15 octobre 2016 | Belgique | 5 - 74 | Russie |  |
| 15 octobre 2016 |          |        |        |  |
| 15 octobre 2016 |          |        |        |  |

###### Finale
| 15 octobre 2016 | Espagne | 35 - 7 | Pays-Bas |  |
| 15 octobre 2016 |         |        |          |  |
| 15 octobre 2016 |         |        |          |  |

#### 3etour
L'Espagne, vainqueur du 2e tour, sera opposé à l'Écosse en match de barrage.

##### Détails des résultats
| 18 novembre 2016 | Écosse | 5 - 10 | Espagne | Scotstoun Stadium, Glasgow |
| 18 novembre 2016 |        |        |         | Scotstoun Stadium, Glasgow |
| 18 novembre 2016 |        |        |         | Scotstoun Stadium, Glasgow |

| 26 novembre 2016 | Espagne | 15 - 10 | Écosse | Stade national complutense, Madrid |
| 26 novembre 2016 |         |         |        | Stade national complutense, Madrid |
| 26 novembre 2016 |         |         |        | Stade national complutense, Madrid |

### Océanie
Le vainqueur du 1er Oceania Rugby Women's Championship 2016 prévu à Suva le 5 novembre se qualifiera pour le tournoi de repêchage.

#### Détails des résultats
| 5 novembre 2016 | Fidji | 37 - 10 | Papouasie-Nouvelle-Guinée | ANZ Stadium, Suva |
| 5 novembre 2016 |       |         |                           | ANZ Stadium, Suva |
| 5 novembre 2016 |       |         |                           | ANZ Stadium, Suva |

### Repêchage
Un tournoi de repêchage est organisé entre les 2 meilleures équipes du Top 3 (Women) 2016 et le vainqueur  de l'Oceania Rugby Women's Championship 2016 à Hong Kong à partir du 9 décembre 2016.

#### Détails des résultats
| 9 décembre 2016 | Hong Kong | 45 - 7 | Fidji |  |
| 9 décembre 2016 |           |        |       |  |
| 9 décembre 2016 |           |        |       |  |

| 13 décembre 2016 | Japon | 55 - 0 | Fidji |  |
| 13 décembre 2016 |       |        |       |  |
| 13 décembre 2016 |       |        |       |  |

| 17 décembre 2016 | Japon | 20 - 8 | Hong Kong |  |
| 17 décembre 2016 |       |        |           |  |
| 17 décembre 2016 |       |        |           |  |